# Intervision
Intervision er en dansk kortfilm fra 1999 med instruktion og manuskript af Thomas Eikrem.

## Handling
En historie om en mands succes og fald i et fremtidigt samfund, efter katastrofen og i genopbygningens ånd.